# Bruce-Nord
Pour les articles homonymes, voir Bruce.
Bruce-Nord fut une circonscription électorale fédérale de l'Ontario, représentée de 1867 à 1935.
C'est l'Acte de l'Amérique du Nord britannique de 1867 qui divisa le comté de Bruce en deux dristricts électoraux, Bruce-Nord et Bruce-Sud. Abolie en 1933, elle fut fusionnée à la circonscription de Bruce.

## Géographie
En 1867, la circonscription de Bruce-Nord comprenait:
- Les cantons de Bury, Lindsay, Eastnor, Albermarle, Amabel, Arran, Bruce, Elderslie et Saugeen
- Le village de Southampton

## Députés
1. 1867-1872 — Alexander Sproat, CON
2. 1872-1882 — John Gillies, PLC
3. 1882-1901 — Alexander McNeill, L-C
4. 1901-1904 — James Halliday, CON
5. 1904-1906 — Leonard Thomas Bland, L-C
6. 1906-1911 — John Tolmie, PLC
7. 1911-1921 — Hugh Clark, CON
8. 1921-1935 — James Malcolm, PLC

- CON = Parti conservateur du Canada (ancien)
- L-C = Parti libéral-conservateur
- PLC = Parti libéral du Canada